# Weißfußmaus
Die (Eigentliche) Weißfußmaus (Peromyscus leucopus) ist eine in Nord- und Mittelamerika lebende Art der Neuweltmäuse. Die Bezeichnung Weißfußmäuse wird auch auf die gesamte Gattung Peromyscus angewandt.

## Merkmale
Die Weißfußmaus erreicht eine Gesamtlänge von 15 bis 21 Zentimetern, wovon 7 bis 10 Zentimeter auf den Schwanz entfallen. Das Gewicht variiert zwischen 15 und 25 Gramm. Ihr Fell ist an der Oberseite hellbraun bis rötlichbraun gefärbt, der Bauch ist ebenso wie die Füße weiß. Die Ohren sind relativ groß, der Schwanz ist behaart.

## Verbreitung und Lebensraum
Das Verbreitungsgebiet der Weißfußmaus erstreckt sich vom südlichen Kanada (ab dem südlichen Alberta bis Nova Scotia) über weite Teile der mittleren und östlichen USA und entlang der mexikanischen Ostküste bis zur Halbinsel Yucatán. Sie bewohnen eine Vielzahl von Lebensräumen, sind jedoch in warmen, trockenen Wäldern und Buschländern am häufigsten.

## Lebensweise
Weißfußmäuse sind nachtaktive Einzelgänger. Tagsüber ruhen sie in selbstgebauten Nestern, die sie an warmen und trockenen Stellen anlegen, etwa in Baumhöhlen oder in verlassenen Vogelnestern. Sie sind territorial, die Reviere können sich aber überlappen.
Diese Nagetiere sind Allesfresser, die Zusammensetzung der Nahrung variiert nach Lebensraum und Jahreszeit. Zu ihrer Nahrung gehören Samen, Beeren, Nüsse, Insekten, Körner und Pilze. Sie halten keinen Winterschlaf, sondern legen im Herbst Vorratslager an.

## Fortpflanzung
Im Norden des Verbreitungsgebietes fällt die Fortpflanzung in die Monate März bis Oktober, im Süden kann sie das ganze Jahr über erfolgen. Das Weibchen kann dabei mehrere Würfe im Jahr austragen. Nach einer rund 22- bis 28-tägigen Tragzeit bringt das Weibchen zwei bis neun (durchschnittlich fünf) Jungtiere zur Welt. Diese öffnen mit 12 Tagen die Augen, mit drei bis vier Wochen werden sie entwöhnt. Die Geschlechtsreife tritt mit rund 44 Tagen ein.

## Weißfußmäuse und Menschen
Die Weißfußmaus ist weitverbreitet, in manchen Regionen, etwa in den Wäldern der östlichen USA, zählt sie zu den häufigsten Säugetieren.